# الدنيا جرى فيها إيه (فلم)
الدنيا جرى فيها إيه فيلم دراما مصري  للمخرج أحمد السبعاوي  عام 1988، وكتب فيصل ندا القصة والسيناريو والحوار. الفيلم من بطولة ميرفت أمين  وفاروق الفيشاوي وسناء جميل وأحمد راتب وصلاح نظمي، وتدور الأحداث حول الشاب إبراهيم الذي يعود بعد سنين الدراسة بالخارج ليجد المجتمع قد تغير إلى مجتمع لا يحتاج إلى المثقف كثيراً.
صدر الفيلم إلى دور العرض المصرية في 5 سبتمبر 1988.
منح موقع قاعدة بيانات الأفلام العربية «السينما.كوم» الفيلم درجة 4.6/ 10.

## طاقم التمثيل
ميرفت أمين: في دور هالة
فاروق الفيشاوي: في دور إبراهيم (ابن عم هالة)
سناء جميل: في دور أم هالة
أحمد راتب: في دور عزت أبو راسين
منال السبعاوي: في دور رندا
صلاح نظمي: في دور علوان بك
مجدي إمام: في دور عادل
عزة جمال: في دور نشوى
إبراهيم عمران فريحي: في دور سيد
بالاشتراك مع: حمدي يوسف - قاسم الدالي - حسين الشريف - أحمد أبو عبية - محمد كامل - حسني عبد الجليل - عطية داود - عمر عز الدين - يحيى الشيخ - عادل الشناوي - عبد السلام الدهشان - رشاد فرج - محمود طاهر - كمال الديساوي - هويدا - أحمد الطاهر - صالح الإسكندراني - بدرية عبد الجواد - عبد العزيز عيسى.

## أحداث الفيلم
تعيش الأرملة سنية (سناء جميل) مع بناتها الثلاثة: هاله (ميرفت أمين) وراند (منال السبعاوي) ونشوى (عزة جمال) بعد وفاة رب الأسرة. تحاول الأم أن تجد الشباب المناسب والثري لبناتها بحثاً عن مستقبل واعد للبنات ولهذا تقرر ترك الحي الفقير وبيع كل ما تملك لتسكن مع بناتها في الحي الراقي. يصل إبراهيم (فاروق الفيشاوي) ابن عم البنات من أمريكا بعد غياب 12 عام حصل خلالها على درجة الدكتوراه في تنمية الثروة الزراعية ومعه حقائب كثيرة مليئه بالكتب والمراجع، وتعتقد الأم أنه أصبح من الاثرياء، ويصلح للزواج من إحدى بناتها. يبدأ إبراهيم رحلة البحث عن وظيفه في الجامعة لتحقيق حلمه وخدمة مجتمعه لكنه يصطدم بالروتين ويدرك بعد أيام ان المادة هي العنصر الأساسي في الحياة. وتكتشف الأم حقيقة وضع إبراهيم ولذلك تبعده عن بناتها وترى انه لا يملك سوى كتبه. يعيش إبراهيم قصة الصراع بين ثقافته ومتطلبات الحياة، فهو لا يجد مسكنا يبيت فيه فيضطر أن يقيم مع حارس المبنى، وهناك يصادف نماذج من المجتمع تحمل عيوب المجتمع: سيد مازدا العجلاتي (إبراهيم عمران فريحي) الذي ينتهز قصور بعض القوانين ويقوم بتهريب قطع غيار سيارات، وعزت أبو راسين الميكانيكى الجاهل (أحمد راتب) الذي يصبح مليونيرا. يصاب إبراهيم بخيبة أمل، ويضع كتبه في حجرة البواب ويبدأ تدريجياً في تغيير مبادئه، ويتعلم خداع الناس ليستطيع ان يواجه المجتمع الذي حوله من شاب مثقف إلى نصاب، لكنه يعود إلى رشده في لحظة حين يقع بعض النصابين في يد الشرطة، وبعد أن تتعرض كتبه لمياه الصرف في «البدروم» عند البواب. يحتضن إبراهيم كتبه مع ابنه عمه هاله التي طالما حاولت إعادته إلى ثقافته ومبادئه الأولى.

## وصلات خارجية
- مقالات تستعمل روابط فنية بلا صلة مع ويكي بيانات
- الدنيا جرى فيها إيه على موقع الدهليز
- الدنيا جرى فيها إيه على موقع كاروهات